# Siegfried Woitzat
Siegfried Woitzat (* 9. Juli 1933 in Gotha; † 23. April 2008) war ein deutscher Fußballspieler. In der höchsten Spielklasse des DDR-Fußballs, der Oberliga, spielte er für den SC Motor Jena und seine Vorgänger. Mit den Jenaern gewann er jeweils einmal die Meisterschaft und den Pokal. Er bestritt ein Länderspiel in der DDR-A-Nationalmannschaft.

## Sportliche Laufbahn

### Gemeinschafts- und Clubstationen
Woitzat wuchs im ostthüringischen Lindig bei Kahla auf. Bis 1952 spielte er bei der Betriebssportgemeinschaft (BSG) Chemie Kahla in der viertklassigen Bezirksklasse Thüringen. Vor Beginn der Oberligasaison 1952/53 wechselte er zum Aufsteiger BSG Motor Jena. Der 19-Jährige hatte vom 8. Spieltag an einen Stammplatz im Oberligateam sicher, wo er variabel zwischen Linksaußen, halblinks und Mittelstürmer eingesetzt wurde. Von den 32 Punktspielen der Saison bestritt Woitzat 27 Begegnungen und schoss vier Tore. Der Neuling Jena konnte sich in der Oberliga nicht behaupten und stieg nach einem Jahr in die zweitklassige Liga ab.
Dort verbrachten die Jenaer drei Spielzeiten, bis sie sich im Spieljahr 1956 erneut für die Oberliga in der Folgesaison qualifizierten. Bereits Ende 1954 war aus der Betriebssportgemeinschaft der Sportclub Motor Jena geworden. In diesen drei Spielzeiten mit insgesamt 78 Runden hatte Woitzat 72 Spiele bestritten und zehn Tore erzielt. In der Übergangsrunde 1955, die zur Angleichung an das Kalenderspieljahr ab 1956 nötig war, hatte er alle 13 Partien absolviert. Während er bis 1955 noch als Stürmer eingesetzt worden war, stellte ihn Trainer Warg anschließend im Mittelfeld als linken Läufer auf. Die Position behielt Woitzat über viele Jahre, auch unter den unterschiedlichsten Trainern.
In seiner zweiten Oberligasaison 1957 konnte Woitzat verletzungsbedingt nur 16 Punktspiele bestreiten. Anschließend gehörte er jedoch bis 1964 in jeder Saison zum Spielerstamm und bestritt stets die Mehrzahl der ausgetragenen Punktspiele. Von 1959 bis 1965 war er Mannschaftskapitän der Oberligamannschaft. Am 7. Oktober 1960 stand der mit dem SC Motor Jena im Endspiel um den FDGB-Pokal. Mit Woitzat als linkem Läufer gewannen die Jenaer mit einem 3:2-Sieg nach Verlängerung über den SC Empor Rostock den Pokal. In der Saison 1961/62, der DDR-Fußball hatte inzwischen den Sommer-Frühjahr-Spielplan eingeführt, wurde der inzwischen 28-jährige Woitzat von Trainer Georg Buschner in die Abwehr beordert, wo er bis zum Ende seiner Oberligalaufbahn auf der linken Seite eingesetzt wurde.
1962/63 trug Woitzat mit 20 Punktspieleinsätzen zur ersten Jenaer DDR-Meisterschaft bei. 31-jährig bestritt er 1964/65 seine letzte Oberligasaison. Nachdem er noch die ersten drei Punktspiele absolviert hatte, wurde der 20. Spieltag zu seinem letzten Oberligaspiel. In der Begegnung SC Karl-Marx-Stadt – SC Motor Jena (1:0) am 11. April 1965 spielte er als rechter Läufer zum letzten Mal in der Oberliga. Sein letztes Pflichtspiel für die Oberligamannschaft bestritt er am 8. Mai 1965 im Pokalendspiel gegen den SC Aufbau Magdeburg als linker Verteidiger. Die Jenaer verloren das Finale mit 1:2. Vor einem IFC-Spiel gegen den NK Rijeka Ende Juni 1965 wurde er im Ernst-Abbe-Sportfeld offiziell verabschiedet.
Innerhalb von neun Spielzeiten hatte Woitzat in der Oberliga 193 Punktspiele bestritten und neun Tore erzielt. Im DDR-Pokal wurde er in 27 Spielen eingesetzt (ein Tor) und im Europapokal spielte er fünf Mal. Im Europapokalwettbewerb der Pokalsieger 1961/62 erreichte er mit Jena das Halbfinale. Dort wirkte er im Rückspiel gegen Atlético Madrid (0:4) mit.

### Auswahleinsätze
In der Verteidigung bestritt Woitzat auch sein einziges Länderspiel in der DDR-A-Nationalmannschaft. Er war zu Beginn der 1960er-Jahre in den Auswahlkader des DFV berufen worden und Trainer Károly Sós setzte den 28-Jährigen am 22. Oktober 1961 im Freundschaftsspiel Polen gegen DDR (3:1) anstelle des verletzten Standardverteidigers Hans-Dieter Krampe ein.

## Weiterer Werdegang
Im Trägerbetrieb des aus dem SC Motor hervorgegangenen FC Carl Zeiss Jena, dem VEB Carl Zeiss Jena, arbeitete er nach seiner Laufbahn als Leiter der Abteilung Technologie. Parallel dazu wirkte er beim FC Carl Zeiss, der ihm 1997 die Ehrenmitgliedschaft des Clubs verlieh, und auch beim BFA Gera als Nachwuchstrainer. 2008 verstarb der ehemalige Nationalspieler im Alter von 74 Jahren.